# Barranc de Comalespada
El Barranc de Comalespada és un barranc que discorre del tot dins del terme municipal de la Vall de Boí, a la comarca de l'Alta Ribagorça, i dins el Parc Nacional d'Aigüestortes i Estany de Sant Maurici.
El nom prové «de "spada", espadat».

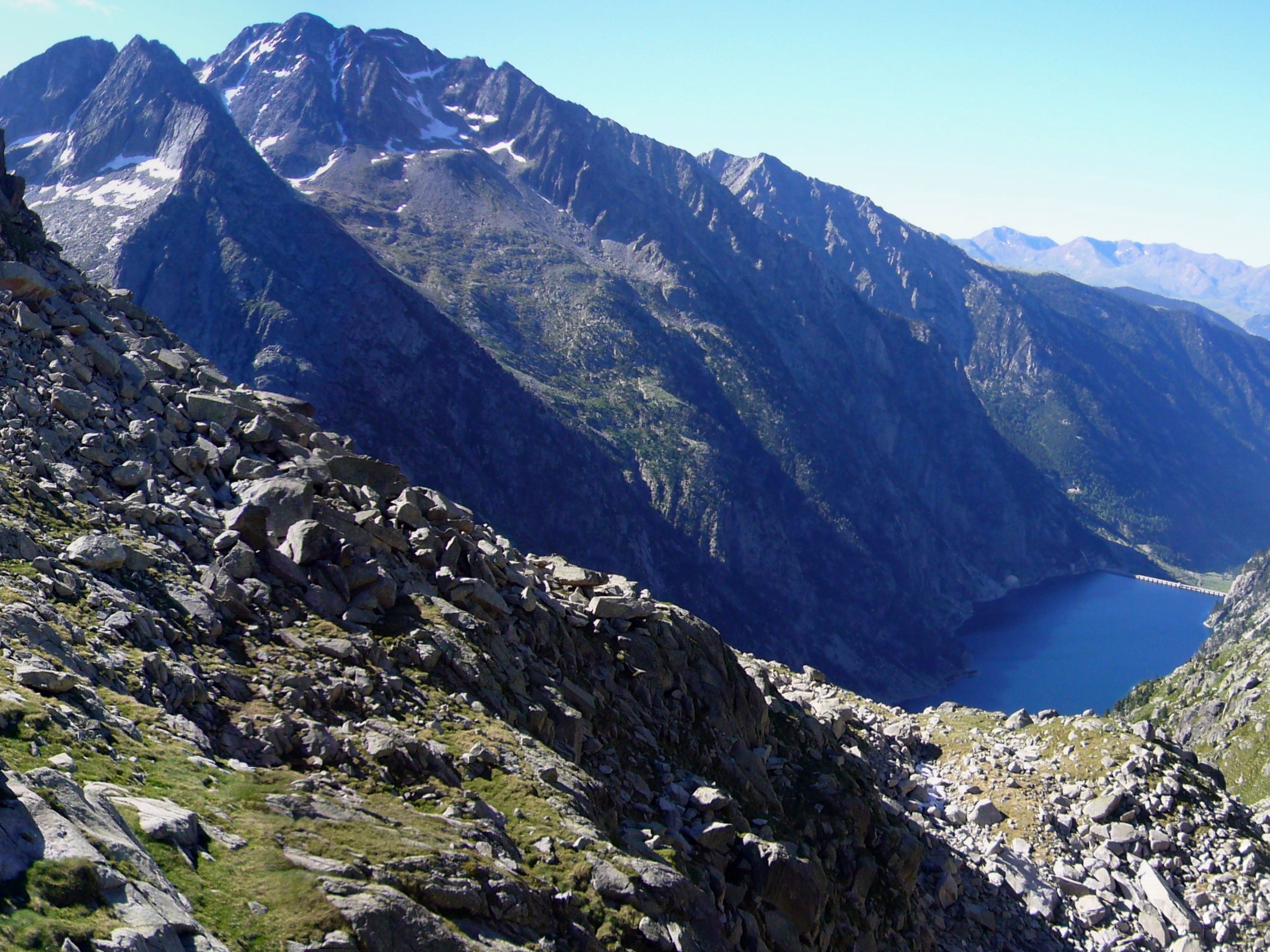
Barrancs de Comalespada (baixa a l'esquerra de la Punta Alta) i de Punta Alta (baixa a la seva dreta), vistos a mig camí entre l'Estany de Tumeneia de Dalt i de la Bretxa de Pauss.

Té el naixement a uns 2.965 metres, als peus del vessant occidental de la Punta Alta de Comalesbienes. El seu curs discorre inicialment cap al nord-nord-oest, fins a trobar el vessant sud-occidental dels Pics de Comalespada, on gira a l'oest-nord-oest per buscar l'Embassament de Cavallers, on desemboca a 1.783 metres d'altitud.